# Anskuelsestavle
Anskuelsestavler eller anskuelsesbilleder var et pædagogisk redskab, der blev anvendt i 1800-tallet og første halvdel af 1900-tallets skoleundervisning. Anskuelsestavler blev oprindeligt produceret til døveundervisning, men vandt relativt hurtigt indpas i almindelige skoler. Man havde erfaring med, at børn lærte bedre, hvis de kunne få formidlet viden visuelt. At det ikke kun var læreren, der forklarede eller læste højt, men at de også fik illustreret forklaringerne med naturtro og gerne farvelagte billeder. Derudover var bøger en sjældenhed på de fleste skoler og børnene kom kun sjældent udenfor sognets grænser. Deres eneste visuelle kilde til forståelse af verden udenfor var derfor anskuelsestavlerne. De fungerede som et udgangspunkt for samtale mellem lærer og elev om emner som f.eks. dyr, planter, bibelske fortællinger og historiske begivenheder. Også billeder af hverdagsliv i by og på land var hyppige, ligesom scener fra fremmede og eksotiske lande. På den måde fik de et mere nuanceret indblik i flora og fauna, børn på landet fik en forståelse af livet i byen imens bybørn lærte hvordan koen blev malket eller hvornår landmanden høstede og hvorfor. Særligt de ældste af anskuelsestavlerne viser et idealiseret billede af verden og var således både opdragende og normdannende.

## Historie
Anskuelsesundervisning vandt for alvor udbredelse i midten af 1800-tallet i danske skoler og blev et obligatorisk og selvstændigt fag med det Sthyrske Cirkulære i 1899, der fastlagde retningslinjer for grundskolens fag og deres indhold. Kirstine Frederiksen, der var lærer, havde kort forinden udgivet en bog om undervisningsmetoden og den dannede grundlag for cirkulæret. Selve anskuelsesmetoden blev anbefalet i andre fag, herunder især naturhistorie, historie og håndarbejde. Her blev tavlerne hyppigt suppleret af modeller eller andre genstande som udstoppede dyr og oldsager. Efter 2. Verdenskrig gik tavlerne gradvist af mode da det blev stadig billigere at producere undervisningsmaterialer i klassesæt.

## Samlinger af anskuelsestavler
På Dansk Skolemuseum, som blev oprettet i 1887, indsamlede man anskuesestavler både fra ind- og udland frem til museets nedlukning i 2008. Samlingen er digitaliseret og offentligt tilgængelig på samlingens hjemmeside. De ligger fysisk på Aarhus University Library, Emdrup (tidl. Danmarks Pædagogiske Bibliotek). Det er også muligt at se den fysiske samling ved forudgående aftale, se hjemmesiden.